# Кеннеди, Арчибальд, 1-й маркиз Эйлса
Арчибальд Кеннеди, 1-й маркиз Эйлса (англ. Archibald Kennedy, 1th Marquess of Ailsa; февраль 1770 — 8 сентября 1846) — шотландский пэр, известный как лорд Кеннеди с 1792 по 1794 год и граф Кассилис с 1794 по 1831 год.

## Ранняя жизнь
Родился в феврале 1770 года. Старший сын Арчибальда Кеннеди, 11-го графа Кассилиса (1720—1794), от Энн Уоттс (? — 1793), дочери Джона Уоттса и потомка семей Скайлер, Ван Кортландт и Деланси из Британской Северной Америки. Он стал известен под титулом учтивости — лорд Кеннеди, когда его отец унаследовал графство Кассилис в 1792 году.

## Карьера
Арчибальд Кеннеди унаследовал графский титул после смерти своего отца 30 декабря 1794 года. Он заседал в Палате лордов Великобритании в качестве пэра-представителя Шотландии с 1796 по 1806 год. В последнем году он был назначен бароном Эйлса из Эйлса в графстве Айршир в Пэрстве Соединённого королевства, что давало ему право автоматически занимать место в Палате лордов. Он был принят в члены Королевского общества 18 февраля 1819 года. В 1831 году он был назначен 1-м маркизом Эйлса из острова Эйлса в графстве Айр. Он проголосовал за законопроект о реформе в 1832 году. В 1820 году король Великобритании Георг IV сделал Арчибальда Кеннеди кавалером Ордена Чертополоха. Это было достижение, о котором сэр Арчибальд давно мечтал.
У него был вкус к азартным играм. Он владел скаковыми лошадьми и скакал на многих, которые выиграли кубки в 1801 и 1802 годах. Ему принадлежали Клементина, Скарамуш, Пегас, Канцлери Триммер. Он и еще 13 человек учредили Золотой кубок Эйра, который ежегодно проводится только с участием лошадей, обученных в Шотландии, которые пробежали 2 мили.

## Личная жизнь
1 июня 1793 года лорд Эйлса женился на Маргарет Эрскин (20 января 1772 — 5 января 1848), второй дочери Мэри (урожденной Бэрд) Эрскин и Джона Эрскина из Дана, Форфаршир. У них было шестеро детей:
- Арчибальд Кеннеди, граф Кассилис (4 июня 1794 — 12 августа 1832), который женился на Элеоноре Эллардайс, от брака с которой у него было десять детей.
- Леди Энн Кеннеди (26 июня 1798 — 2 ноября 1877), в 1821 году она вышла замуж за сэра Дэвида Бэрда из Ньюбита, 2-го баронета (1795—1852), от брака с которым у неё было десять детей.
- Леди Маргарет Кеннеди (6 июня 1800 — 3 сентября 1889), в 1817 году она вышла замуж за Томаса Рэдклиффа-Ливингстона-Эйра (1790—1833)[6].
- Леди Мэри Кеннеди (4 мая 1800 — 11 января 1886), в 1833 году она вышла замуж за Ричарда Освальда (? — 1834), сына Ричарда Александра Освальда, члена палаты общин
- Достопочтенный Джон Кеннеди-Эрскин (4 июня 1802 — 6 марта 1831), в 1827 году женился на леди Августе Фицкларенс (1803—1865), внебрачной дочери короля Вильгельма IV и Дороти Джордан. У супругов было трое детей, их внучкой была писательница и поэтесса Вайолет Джейкоб. Джон Кеннеди-Эрскин принял дополнительное имя Эрскин после того, как был назван наследником дома Дан[7].
- Леди Алисия Джейн Кеннеди (2 июля 1805 — 11 мая 1887), в 1824 году она вышла замуж за Джонатана Пила (1799—1879), военного министра, от брака с которым у неё было восемь детей[8].

Лорд Эйлса скончался в Лондоне 8 сентября 1846 года в возрасте 76 лет. Его преемником стал его внук Арчибальд Кеннеди, 2-й маркиз Эйлса.

## Наследие
Лорд Эйлса купил дом близ Туикенема в Лондоне, который ранее принадлежал драматургу Ричарду Бринсли Шеридану. Он назвал его «Сент-Маргарет», и название дома теперь применяется ко всей прилегающей территории. В его честь также названы Эйлса-роуд и Эйлса-авеню в этом районе.